# Richard Schmidt (Ruderer)
Richard Schmidt (* 23. Mai 1987 in Trier) ist ein ehemaliger deutscher Riemenruderer. Er gewann bei den Olympischen Sommerspielen 2012 in London die Goldmedaille im Achter und darüber hinaus sechs Weltmeistertitel und neun Europameistertitel.

## Karriere

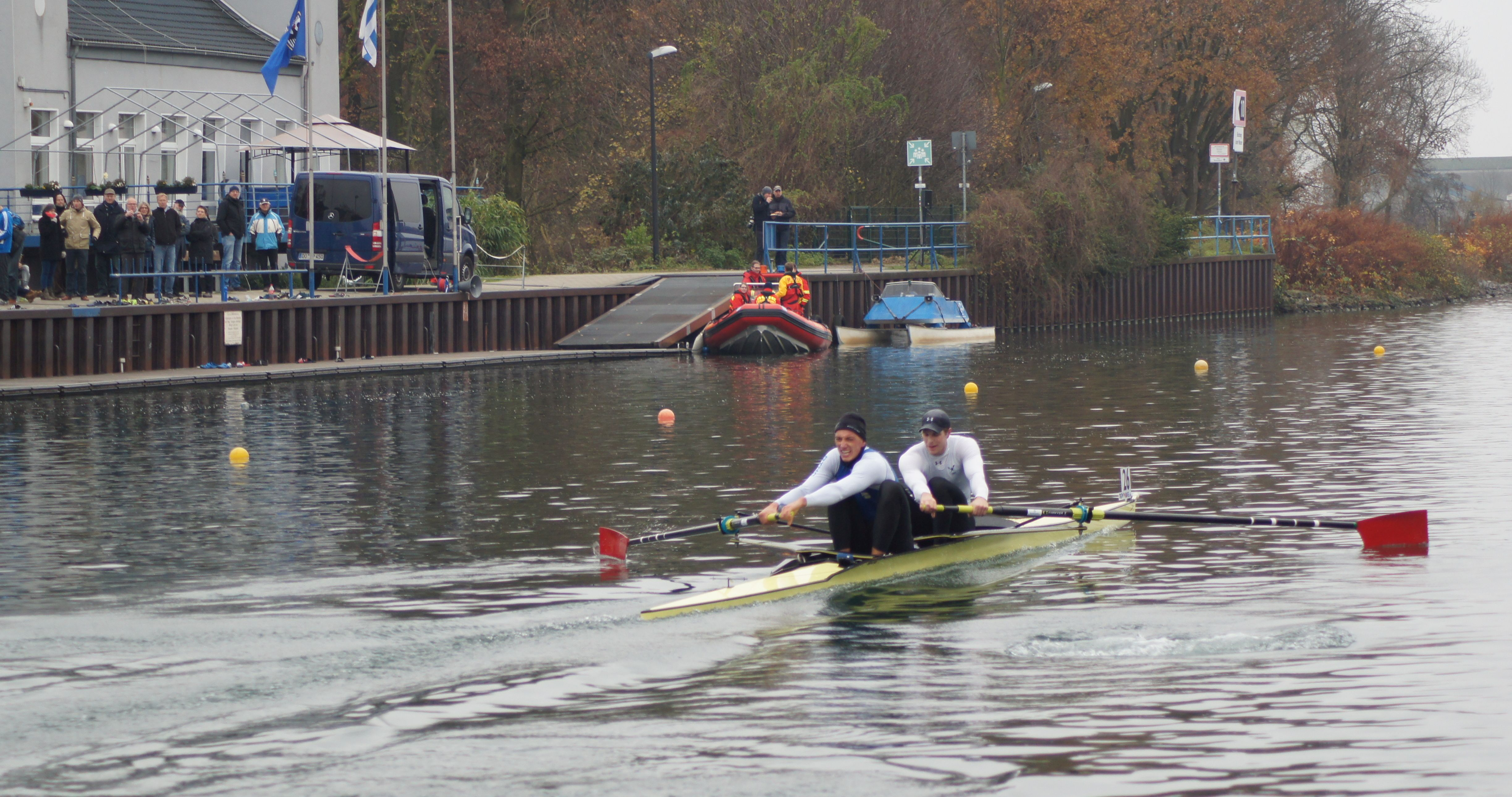
Richard Schmidt (rechts) mit Felix Drahotta (2014)

Richard Schmidt rudert für den Ruderverein Treviris 1921 aus Trier. Im Juniorenbereich konnte er in den Jahren 2004 und 2005 zwei Medaillen bei den Junioren-Weltmeisterschaften gewinnen, im U23-Bereich eine WM-Goldmedaille in 2007 im Vierer ohne Steuermann gemeinsam mit Sebastian Schmidt, Fokke Beckmann und Kristof Wilke. Im Herbst des Jahres belegte die Mannschaft bei den nach langer Pause erstmals wieder ausgetragenen Europameisterschaften den zweiten Platz.
2008 startete Schmidt mit Beckmann beim Weltcup-Auftakt in München im Zweier ohne Steuermann und wurde am Ende der Saison für den deutschen Achter bei den U23-Weltmeisterschaften nominiert, mit dem er den vierten Rang erreichte. Im Zuge einer kurzfristigen Umbesetzung des Deutschland-Achters im Vorfeld der Olympischen Spiele 2008 wurde Schmidt zudem als Ersatzmann für Peking nominiert. Er rückte zusammen mit Marco Neumann für das Halbfinale zu Gregor Hauffe und Urs Käufer in den Vierer ohne Steuermann, da Filip Adamski und Toni Seifert erkrankt waren. Die neu zusammengesetzte Mannschaft erreichte überraschend das Finale, dort musste jedoch wiederum Neumann durch Jochen Urban ersetzt werden. Das Boot belegte den 6. Platz.
Im neuen Olympiazyklus bildete dieser Vierer den Kern des neuformierten Deutschland-Achters, mit dem auch Schmidt bei den Ruder-Weltmeisterschaften 2009 seinen ersten internationalen Titel gewann. 2010 wurde er zusammen mit Kristof Wilke erstmals Deutscher Meister im Zweier ohne Steuermann. Mit dem Deutschland-Achter, in dem er sich fest etablierte, wurde er im September Europameister und im November Weltmeister. Mit Schmidt an Bord gewann die deutsche Auswahl auch den dritten Titel in Folge bei den Weltmeisterschaften 2011. Bei den Olympischen Spielen 2012 gewann der favorisierte deutsche Achter in London die Goldmedaille in der Besetzung Filip Adamski, Andreas Kuffner, Eric Johannesen, Maximilian Reinelt, Richard Schmidt, Lukas Müller, Florian Mennigen, Kristof Wilke und Steuermann Martin Sauer.
Nach dem Erfolg bei den Olympischen Spielen führte Richard Schmidt seine Karriere im Ruderboot fort und blieb fester Teil des Deutschland-Achters, der mit der britischen Auswahl einen starken neuen Dauerrivalen bekommen hat. In den Jahren 2013 bis 2016 konnte die deutsche Mannschaft jeweils die Goldmedaille bei den Europameisterschaften gewinnen. In den WM-Finals und im olympischen Finale 2016 war jedoch dreimal das Boot aus dem Vereinigten Königreich schneller, so dass der Deutschland-Achter mit Schmidt jeweils die Silbermedaille gewann.
In der nacholympischen Saison 2017 waren mit Malte Jakschik, Richard Schmidt, Hannes Ocik und Steuermann Martin Sauer noch vier Mann aus der Besetzung des Vorjahres an Bord. Der neu zusammengesetzte Achter blieb 2017 ungeschlagen mit Siegen bei den Europameisterschaften, zwei Weltcupregatten und bei den Weltmeisterschaften. 2018 gewann der Deutschland-Achter in der gleichen Besetzung wie 2017 alle drei Regatten im Weltcup. Bei den Europameisterschaften in Glasgow siegte der Achter vor den Niederländern und den Rumänen. Anderthalb Monate später gewann der Achter auch den Titel bei den Weltmeisterschaften in Plowdiw vor den Australiern und den Briten. Zu Beginn der Saison 2019 siegte der Deutschland-Achter bei den Europameisterschaften 2019 in Luzern vor den Briten und den Niederländern. Bei den Weltmeisterschaften siegten die Deutschen vor den Niederländern und den Briten. Bei den Europameisterschaften 2020 siegten die Deutschen vor den Rumänen und den Niederländern. Im Jahr darauf siegten die Briten bei den Europameisterschaften in Varese vor den Rumänen und den Niederländern, die Deutschen erreichten den vierten Platz. Bei den Olympischen Spielen in Tokio gewannen die Deutschen ihren Vorlauf und erkämpften im Finale die Silbermedaille mit einer Sekunde Rückstand auf die Neuseeländer. Schmidt beendete seine aktive Karriere mit dem SH Netz Cup 2021.
Zusammen mit den weiteren Mitgliedern des Deutschland-Achters erhielt er am 1. November 2016 das Silberne Lorbeerblatt. 2024 erhielt er die Thomas-Keller-Medaille, die höchste Auszeichnung des Weltruderverbandes.

## Außerhalb des Rudersports
Schmidt ist Sportsoldat. Er ist zudem studierter Wirtschaftsingenieur und promoviert momentan per Stipendium im Bereich Energietechnik.
Schmidt ist verheiratet und hat einen Sohn und eine Tochter.

## Internationale Erfolge
- 2004: Bronzemedaille Junioren-Weltmeisterschaften im Vierer ohne Steuermann
- 2005: Silbermedaille Junioren-Weltmeisterschaften im Vierer ohne Steuermann
- 2007: Goldmedaille U23-Weltmeisterschaften im Vierer ohne Steuermann
- 2007: Silbermedaille Europameisterschaften im Vierer ohne Steuermann
- 2008: 4. Platz U23-Weltmeisterschaften im Achter
- 2008: 4. Platz Europameisterschaften im Achte
- 2008: 6. Platz Olympische Spiele im Vierer ohne Steuermann
- 2009: Goldmedaille Weltmeisterschaften im Achter
- 2010: Goldmedaille Europa- und Weltmeisterschaften im Achter
- 2011: Goldmedaille Weltmeisterschaften im Achter
- 2012: Goldmedaille Olympische Spiele im Achter[1]
- 2013: Goldmedaille Europameisterschaften im Achter
- 2013: Silbermedaille Weltmeisterschaften im Achter
- 2014: Goldmedaille Europameisterschaften im Achter
- 2014: Silbermedaille Weltmeisterschaften im Achter
- 2015: Goldmedaille Europameisterschaften im Achter
- 2015: Silbermedaille Weltmeisterschaften im Achter
- 2016: Goldmedaille Europameisterschaften im Achter
- 2016: Silbermedaille Olympische Spiele im Achter
- 2017: Goldmedaille Europameisterschaften im Achter
- 2017: Goldmedaille Weltmeisterschaften im Achter
- 2018: Goldmedaille Europameisterschaften im Achter
- 2018: Goldmedaille Weltmeisterschaften im Achter
- 2019: Goldmedaille Europameisterschaften im Achter
- 2019: Goldmedaille Weltmeisterschaften im Achter
- 2020: Goldmedaille Europameisterschaften im Achter
- 2021: Silbermedaille Olympische Spiele im Achter